# Majatengah (Kalibening)
Majatengah is een bestuurslaag in het regentschap Banjarnegara van de provincie Midden-Java, Indonesië. Majatengah telt 1884 inwoners (volkstelling 2010).